# Ulmus elongata
Ulmus elongata — вид квіткових рослин з родини в'язових (Ulmaceae). Поширення: пд.-сх. Китай (від Аньхоя до Фуцзяня).

## Біоморфологічна характеристика
Це дерево заввишки до 30 метрів, в діаметрі до 80 см, листопадне. Кора коричнево-сіра, відшаровується. Гілочки каштаново-коричневі, іноді з корковим шаром, з розсіяними сочевицями. Прилистки від ланцетних до вузьколанцетних, 0.7–1.8 см. Ніжка листка 3–11 мм, запушена. Листкова пластинка від еліптичної до ланцетно-еліптичної, 7–19 × 3–8 см, знизу густо запушена, зверху гола або майже так, основа клинувата й ± коса, край подвійно пилчастий із загнутими всередину та гостроконечними зубцями, верхівка загострена; вторинні жилки 16–30 з кожного боку від середньої жилки. Квітконіжка 2–4 рази дорівнює довжині оцвітини. Оцвітина воронкоподібна; листочків оцвітини 6. Крилатки жовтувато-зелені, човникоподібні, 2–2.5 × ≈ 0.3 см; ніжка тонка, нерівномірної довжини, 0.5–2.2 см. Насіння в центрі або трохи ближче до верхівки крилатки. Період цвітіння: лютий; період плодіння: березень.

## Середовище
Зростає розсіяно у вічнозелених широколистяних лісах; на висотах 200–900 метрів.